# Закрочье
Закро́чье (бел. Закро́чча) — хутор в Сморгонском районе Гродненской области Белоруссии. Входит в состав Вишневского сельсовета, до 2016 года входил в состав Войстомского сельсовета.
Расположен у восточной границы района на правом берегу реки Зуста. Расстояние до районного центра Сморгонь по автодороге — около 21 км, до центра сельсовета агрогородка Войстом по прямой — чуть более 2 км. Ближайшие населённые пункты — Войстом, Лемеши, Мордасы. Площадь занимаемой территории составляет 0,0268 км², протяжённость границ 700 м.
В 1938 году Закрочье, имевшее на тот момент статус фольварка и входившее в состав сельской гмины Войстом Вилейского повета Виленского воеводства, насчитывало 3 дыма (двора) и 20 душ.
В 1939 году, согласно секретному протоколу, заключённому между СССР и Германией, Западная Белоруссия оказалась в сфере интересов советского государства и её территорию заняли войска Красной армии. Хутор вошёл в состав новообразованного Сморгонского района Вилейской области БССР. После реорганизации административного-территориального деления БССР хутор был включён в состав новой Молодечненской области в 1944 году. В 1960 году, ввиду новой организации административно-территориального деления и упразднения Молодечненской области, Закрочье вошло в состав Гродненской области.
| 1938 | 1999 | 2009 |
| ---- | ---- | ---- |
| 20   | 3    | 1    |

Через Закрочье проходит грунтовая автомобильная дорога местного значения Н7390 Войстом — Лемеши.